# Andouin Aubert
Andouin Aubert, noto anche come Andoino Alberti da Bessiaco (Beyssac, ... – Avignone, 10 maggio 1363), è stato un cardinale e vescovo cattolico francese.

## Biografia
Era figlio di Guy Aubert e di Margherita de Livron, ed era nipote di papa Innocenzo VI per parte di padre e zio del cardinale Étienne Aubert iuniore.
Laureatosi in utroque iure ottenne da papa Benedetto XII numerose prebende come curato e come canonico.
Il 12 settembre 1349 fu nominato vescovo di Parigi, carica che mantenne fino al 20 dicembre 1350, quando divenne vescovo di Auxerre, carica che lasciò a gennaio del 1353 per trasferirsi alla sede di Maguelonne.
Nel concistoro del 15 febbraio 1353 fu nominato da Innocenzo VI cardinale presbitero dei Santi Giovanni e Paolo.
Nel luglio del 1361 divenne cardinale vescovo di Ostia e di Velletri essendo divenuto decano del Sacro Collegio, carica che tuttavia tenne solo per qualche mese.
Alla sua morte fu sepolto nel monastero certosino di Villeneuve-les-Avignon.
Durante il suo cardinalato partecipò ad un solo conclave: quello del 1362 che elesse papa Urbano V.

## Successione apostolica
La successione apostolica è:
- Papa Urbano V (1362)